# Sadlinki

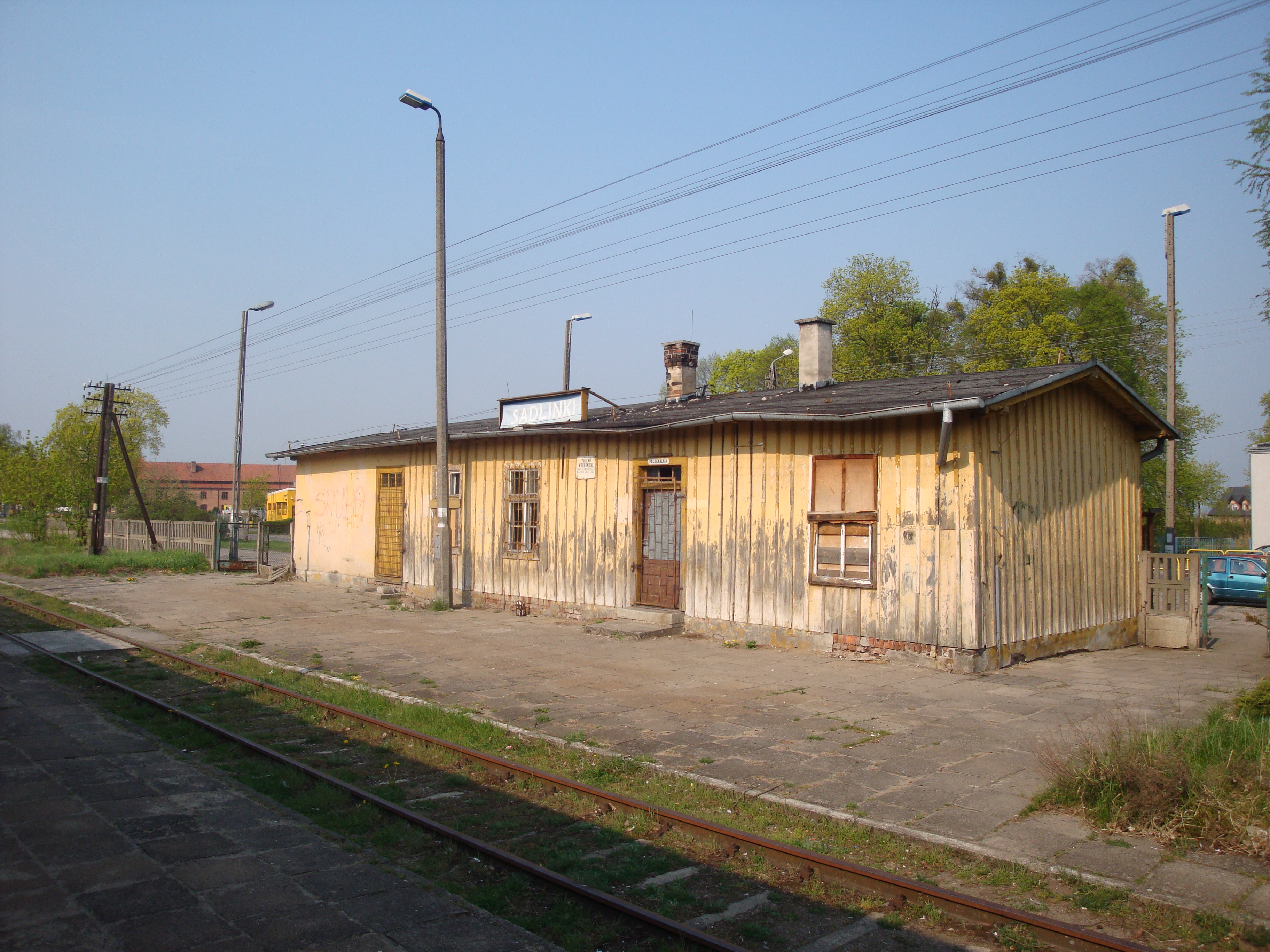
Dworzec PKP

Sadlinki – wieś w Polsce położona w województwie pomorskim, w powiecie kwidzyńskim, w gminie Sadlinki przy drodze wojewódzkiej nr 532 i na trasie linii kolejowej 207 Malbork – Grudziądz.
Miejscowość jest siedzibą gminy Sadlinki.
W latach 1975–1998 miejscowość administracyjnie należała do województwa elbląskiego.
Sadlinki leżą 10 kilometrów od Kwidzyna. Znajduje się tu Zespół Szkół (Szkoła Podstawowa im. Henryka Sienkiewicza, do którego uczęszcza około 600 uczniów. Mają oni do dyspozycji nową halę sportową, która jest jednym z nielicznych takich obiektów w całym powiecie kwidzyńskim.

## Historia Sadlinek
We wczesnym średniowieczu był tu najprawdopodobniej gródek, który chronił drogę z Kwidzyna do Grudziądza. Spotykana w dokumentach nazwa miejscowości pochodzi albo od pruskiego rzeczownika "sadil" — siedziba, albo od imienia Prusa "Zcedela" (Sadels [?]), albo też jest uproszczoną słowiańską nazwą typu "Siodło" — "Siedle" (osada). Również w niemieckiej wersji nazewniczej "Sedlinen" widoczny jest przedrostek pruski "sadil". W 1346 roku była to posiadłość biskupia, zarządzana przez włodarza. Wydaje się, że istniał tu dwór stanowiący ośrodek administracji gospodarczej przyległych dóbr biskupich. Komornikiem i sługą biskupstwa w latach 1379—1383 był Mathis (Maciej) z Sadlinek, w 1395 roku — Jakub, syn. Katarzyny.
W XV wieku dwór sadliński zniszczono, pozostał tu pusty majątek Sadeln. Po sekularyzacji Sadlinki były już wsią szlachecką. W 1543 roku było tu trzynaście łanów, a w roku 1558 — dwadzieścia łanów. U schyłku XVI wieku wieś należała do Rębowskich-Sabińskich. Potem przeszła w ręce Jana Groebena, dworzanina króla Jana Kazimierza. W roku 1662 włości przejął pod swój zarząd elektor pruski. W 1686 roku folwark liczył dziewięć łanów, a grunty chłopskie — 30 łanów. W roku 1787 było tutaj 193 mieszkańców.
Według spisu z 1910 roku powierzchnia wsi wynosiła 516 ha, było tu 190 mieszkańców.
W okresie międzywojennym zbudowano drogę z Sadlinek do Okrągłej Łąki. W roku 1939 wieś liczyła 906 mieszkańców i 258 gospodarstw domowych.
Kościół (parafialny, pod wezwaniem Podwyższenia Krzyża Świętego) pochodzi z 1930 roku. Wewnątrz znajduje się bogato zdobiona ambona z pierwszej połowy XVIII wieku.
Po 1945 roku pierwszym wójtem został Stefan Szwarc, następnie Władysław Stępień, Kazimierz Dunin-Pawłowski, Konstanty Bieńkowski i Józef Łukasiak.
Od 1954 roku w Sadlinkach mieściła się siedziba Gromadzkiej Rady Narodowej. Funkcje przewodniczących Prezydium GRN pełnili: Konstanty Bieńkowski (do 1969 roku) i Jan Krzywania (do końca roku 1972).
Dnia 1 stycznia 1973 roku utworzono tu Gminną Radę Narodową, przyłączając do gminy gromadę Nebrowo Wielkie. Kolejnymi naczelnikami gminy byli: Jerzy Kołpajło, Marian Buliński i Ryszard Borowski.
Po 1945 roku Sadlinki stały się prężnym ośrodkiem życia oświatowo-kulturalnego. W roku 1946 zorganizowano tu szkołę podstawową. W 1957 roku oddano do użytku nowy, pięcioizbowy budynek lekcyjny. W roku 1974 w ośmioklasowej szkole było 264 uczniów i trzynastu nauczycieli. Oprócz szkoły we wsi działały także: wiejski dom kultury, biblioteka publiczna i kino.
W 1970 roku wieś liczyła 915 mieszkańców.

## Zabytki
- Kościół pw. Podwyższenia Krzyża Świętego zbudowany w 1930 r. Po drugiej stronie ulicy znajduje się cmentarz którego początek datuje się na 1912 r.
- zabudowania z przełomu XIX/XX w.

## Edukacja
- Szkoły Podstawowe
  - Szkoła Podstawowa im. Henryka Sienkiewicza w Sadlinkach
- Przedszkola
  - Przedszkole Publiczne w Sadlinkach[3]

W Sadlinkach działa także Gminna Biblioteka Publiczna przy ul.Grudziądzkiej 14a

## Instytucja
W tej miejscowości działają takie instytucje jak:
- Urząd Pocztowy Sadlinki[5]
- Powiślański Bank Spółdzielczy w Kwidzynie. Oddział w Sadlinkach[6]
- Przychodnia Medycyny Rodzinnej[7]
- Posterunek Policji w Sadlinkach[8]

## Związki i stowarzyszenia
Stowarzyszenia działające w Sadlinkach:
- Klub Piłkarski SPÓJNIA Sadlinki
- Stowarzyszenie PLEJADA w Sadlinkach
- Stowarzyszenie AWANS – Stowarzyszenie na rzecz promocji i Rozwoju Gminy Sadlinki
- Stowarzyszenie na Rzecz Rozwoju i Promocji Gminy Sadlinki
- Uczniowski Klub Sportowy" Nadwiślanin"

## Zapisy nazewnictwa
- 1346 – Czedil
- 1380 – Zaltil
- 1383 – Czadil
- 1393 – Czadel
- 1550 – Zedeln, Czedeln
- 1558 – Zedeln
- 1559 – Czedeln
- 1663 – Sedlin
- 1790 – Sedlinen
- 1885 – Sadlinki
- 1945 – Sedlinen
- 1951 – Sadlinki